# Мира (водопады, округ Винер-Нойштадт)
Мира (нем. Myrafälle, или реже нем. Mirafälle) — система водопадов, расположенная в ущелье в австрийском муниципалитете Муггендорф земли Нижняя Австрия. Их не следует путать с водопадами Мира (Mirafall) в 50 км западнее Этчерграбена. Овраг был образован ручьём Миррабах — небольшим притоком Пиестя. Водопады Мира начинаются у подножья Унтерберга и питаются из источника Миралуки, в свою очередь берущего воду их подземного озера. Несмотря на свой небольшой размер — всего в несколько километров — система водопадов использовалась для работы большого количества мельниц и лесопилок в долине.

## Происхождение, история, использование
Водопад не следует путать с водопадами Мира (Mirafall) в 50 км западнее Этчерграбена. В 1899 году существовали планы «эксплуатации данного водопада в промышленных целях» и, как следствие, уничтожения его нынешнего естественного вида. В 1912 году Оскар, эдлер фон Росторн построил небольшую электростанцию, используя водный поток водопадов — гидросооружение действовало до 1974/1975 года.
Овраг с водопадом имеет около 600 метров в длину; перепад высот в нём составляет около 70 метров. Ущелье проходит с севера на юг и охраняется как природный памятник. Почва ущелья состоит из известняка. Ручей проходит через серию каскадов в ущелье: в своём верхнем и нижнем конце поток попадает в небольшие пруды. Ручей заканчивается после впадения в Перниц.
Через ущелье проходит благоустроенная и популярная пешеходная тропа. Она была построена в 1885 году филиалом Австрийского туристического клуба Перниц (Österreichischer Touristenklub) и имеет 19 мостиков и 8 подъёмов. Клуб торжественно открыл данный маршрут 9 августа 1885 года и с тех пор следит за его состоянием и поддерживает его благоустройство.
На входе в водопады Мира присутствуют две памятные таблички. Первая напоминает об «открытии водопадов» и строительстве тропы Перницким клубом. Вторая посвящена памяти о визите на водопады «Его Величества Императора Франца II, Её Величества Императрицы Марии Терезии и их Императорских Высочеств, наследного принца Фердинанда Карла Леопольда Йозефа и эрцгерцогини Марии Людовики» 19 сентября 1801 года — табличка была подарена местным Австрийским туристическим клубом и альпийским обществом «Энциан» 8 июня 1902 года.
В верхней и нижней частях ущелья работают рестораны. До входа в ущелье можно легко добраться пешком или на машине (существует автостоянка) — он расположен в примерно 300 метрах к северу от деревни Муггендорф.

## В филателии
7 декабря 1977 года в Австрией в серии «пейзажи Австрии» была выпущена почтовая марка номинальной стоимость 20,00 шиллингов (1,45 евро), дизайн которой был навеян изображением «знаменитых романтических» водопадов: в частности, с работами художника Фердинанда Георга Уолдмуллера (1793—1865) и Фридриха Гауэрманна (1807—1862), который изображали пейзажи Мира на многих своих картинах и тем «прославили» их. Уже в те годы отмечалось, что водопады являлись популярным местом для «бесчисленных» туристов, желавших увидеть природную красоту как можно ближе.